# Agnieszka Marek (lekarz weterynarii)
Agnieszka (Kolasa) Marek (ur. 29 maja 1975) – polska lekarka weterynarii, doktor habilitowany nauk weterynaryjnych, profesor na Uniwersytecie Przyrodniczym w Lublinie, specjalistka od chorób ptaków.

## Kariera naukowa
W 2001 roku na Akademii Rolniczej w Lublinie uzyskała tytuł lekarza weterynarii. W 2002 roku została zatrudniona na tejże uczelni, a w 2006 roku uzyskała na jej Wydziale Medycyny Weterynaryjnej stopień doktora nauk weterynaryjnych na podstawie rozprawy pt. Wpływ antybiotykoterapii niosek na wykrywalność pałeczek Salmonella w jajach oraz poziom swoistych przeciwciał żółtkowych, której promotorem był prof. Jerzy Rzedzicki. W 2019 roku ten sam wydział nadał jej stopień doktora habilitowanego nauk weterynaryjnych na podstawie pracy pt. Epidemiologia zakażeń oraz fenotypowa i genotypowa charakterystyka czynników wirulencji bakterii z rodzaju Staphylococcus u drobiu.